# 5e Golden Globe Awards
De 5e Golden Globe Awards, waarbij prijzen werden uitgereikt in verschillende categorieën voor de beste Amerikaanse films van 1947, vonden plaats op 10 maart 1948 in het Hollywood Roosevelt Hotel in Los Angeles, Californië.

## Winnaars

#### Beste film
Gentleman's Agreement

#### Beste regisseur
Elia Kazan - Gentleman's Agreement

#### Beste acteur
Ronald Colman - A Double Life

#### Beste actrice
Rosalind Russell - Mourning Becomes Electra

#### Beste mannelijke bijrol
Edmund Gwenn - Miracle on 34th Street

#### Beste vrouwelijke bijrol
Celeste Holm - Gentleman's Agreement

#### Beste mannelijke nieuwkomer
Richard Widmark - Kiss of Death

#### Beste vrouwelijke nieuwkomer
Lois Maxwell - That Hagen Girl

#### Beste scenario
Miracle on 34th Street - George Seaton

#### Beste score
Life with Father - Max Steiner

#### Beste cinematografie
Black Narcissus - Jack Cardiff

#### Beste jeugdacteur
Dean Stockwell - Gentleman's Agreement

#### Special Achievement Award
Walt Disney - Bambi